# Amegilla argophenax
Amegilla argophenax es una especie de abeja excavadora perteneciente al género Amegilla, categorizada en la tribu Anthophorini, de la subfamilia Apinae. Fue descrita por el naturalista alemán Franz Engel en 2007.
La hembra mide 9,7 mm de longitud, alas anteriores de 6,7 mm y cabeza ancha y poco alargada. El macho mide 8,6 mm de longitud.

## Distribución
Se distribuye por el continente africano, en Egipto, en la ciudad de Fayún.